# Formica altipetens
Formica altipetens är en myrart som beskrevs av Wheeler 1913. Formica altipetens ingår i släktet Formica och familjen myror. Inga underarter finns listade i Catalogue of Life.

## Bildgalleri

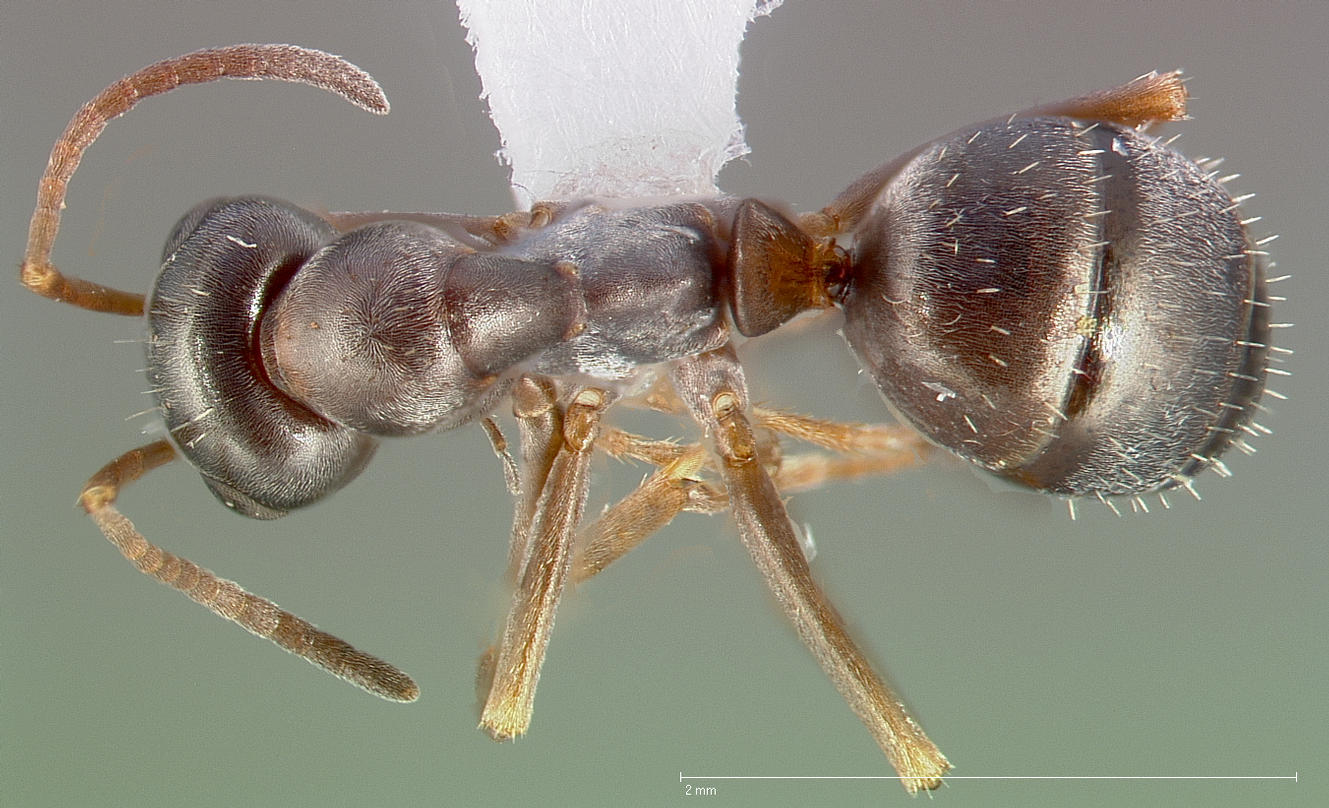
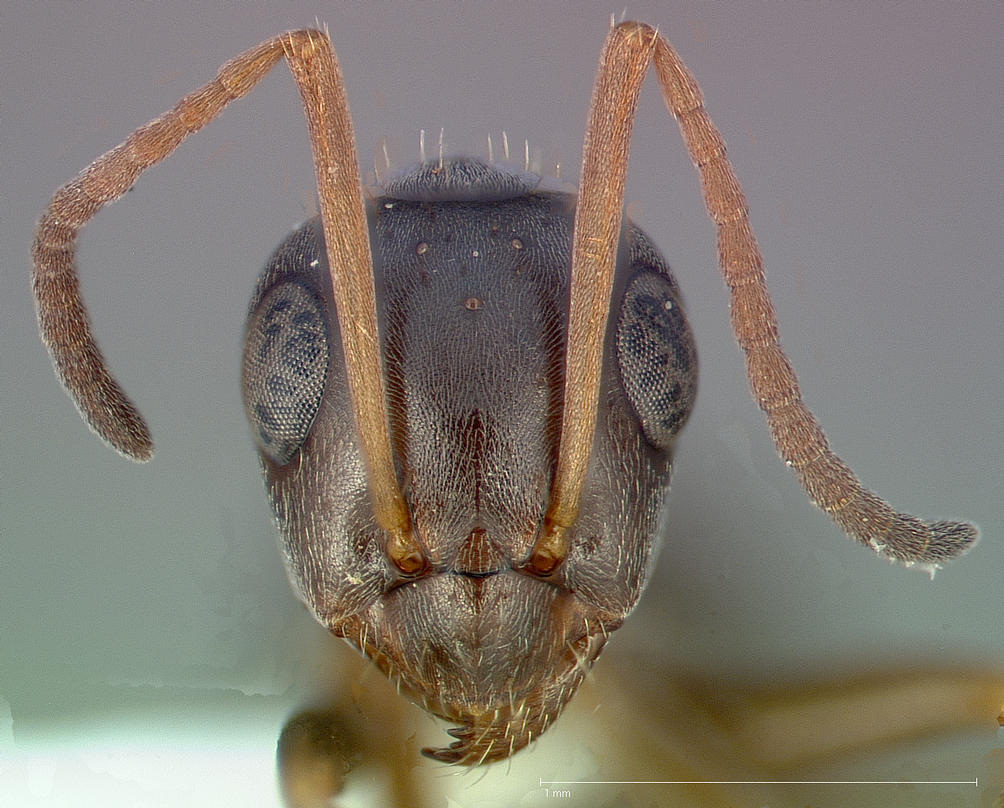
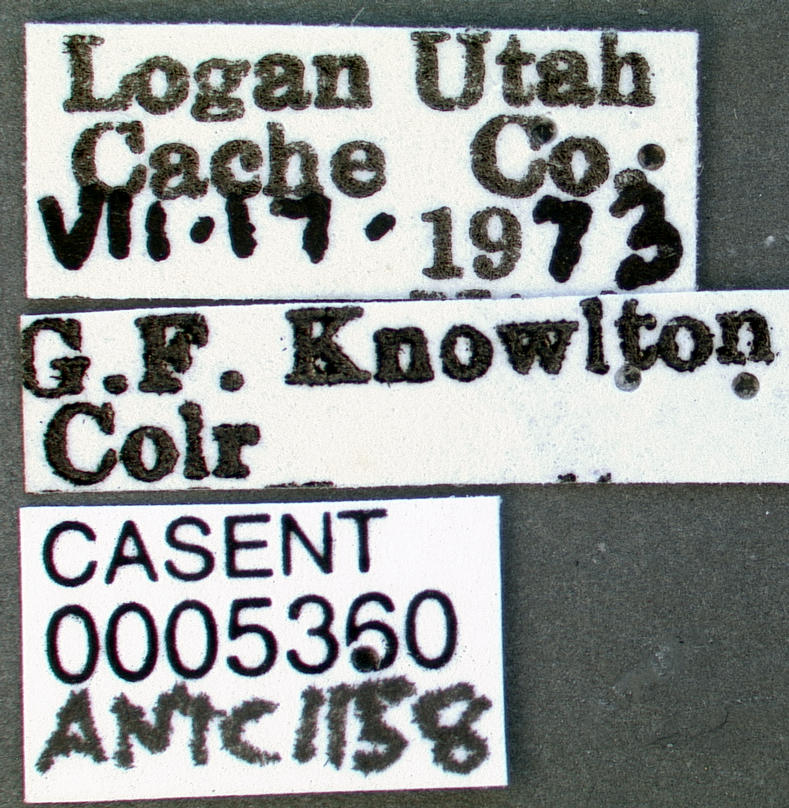
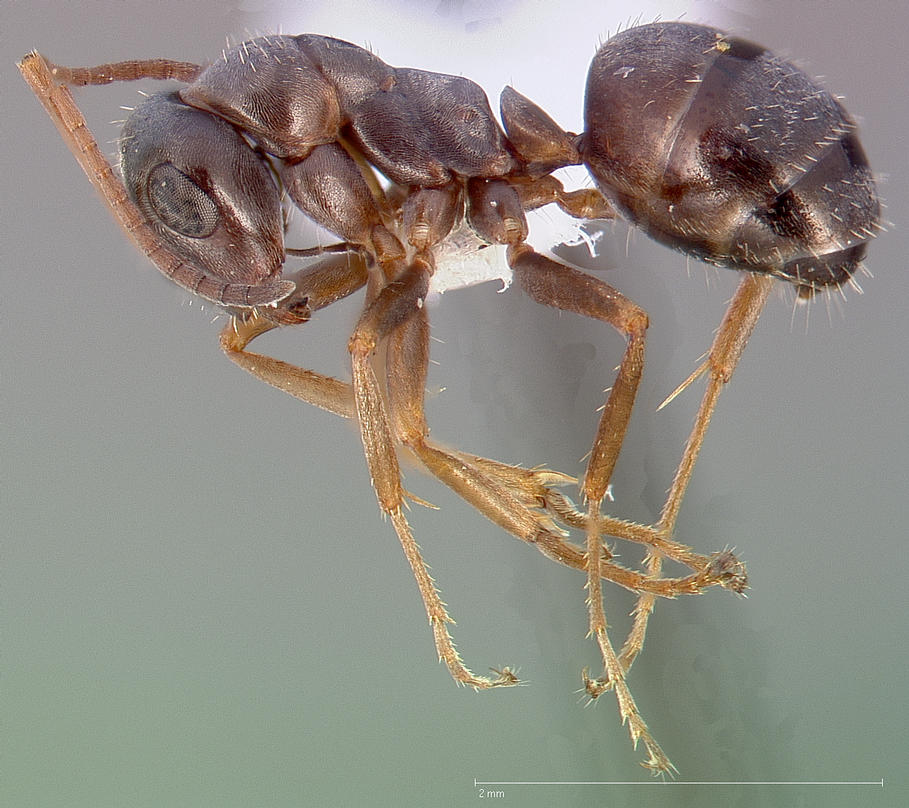